# 東一口

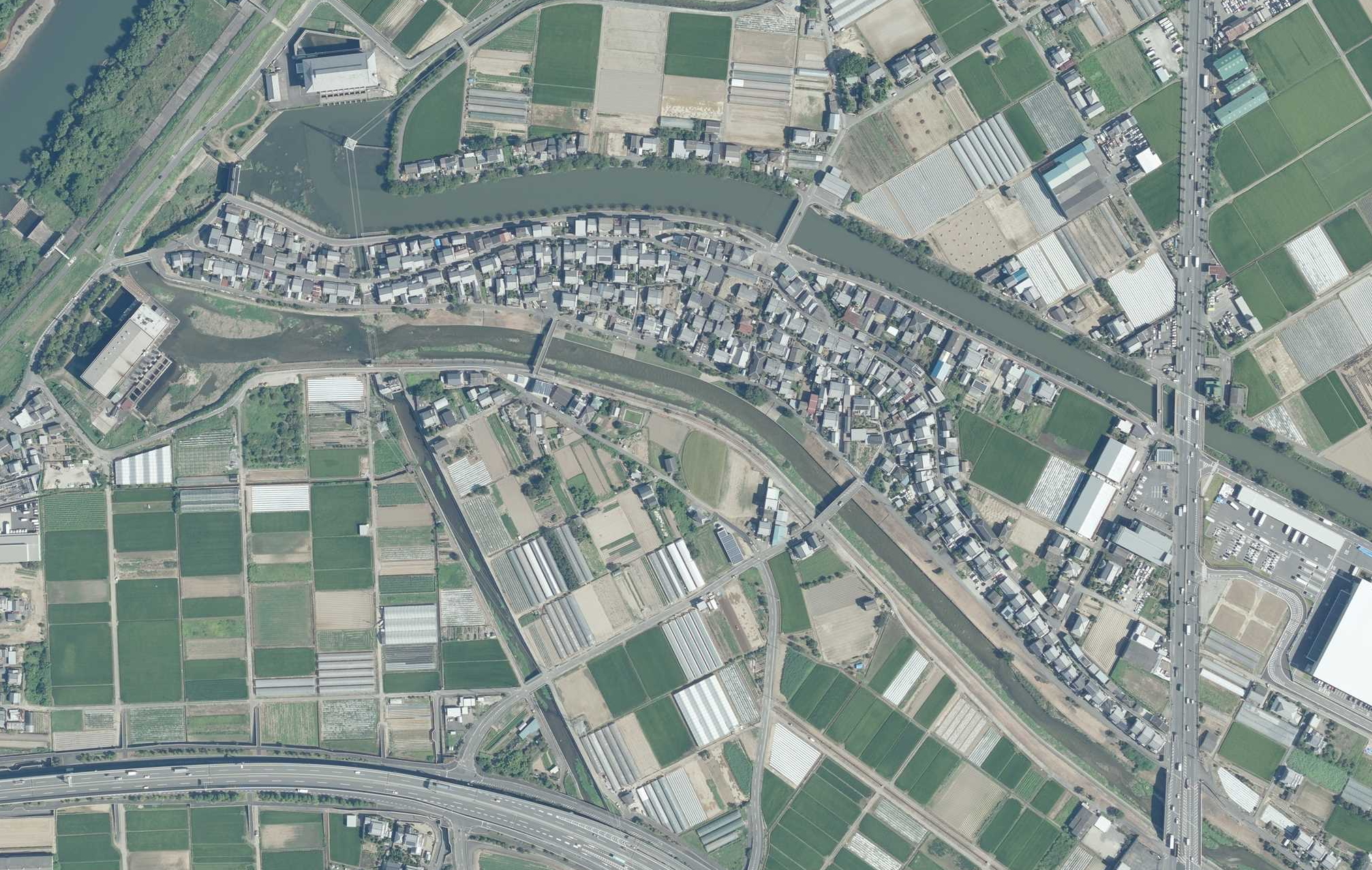
東一口集落の航空写真（2020年撮影）
左上に宇治川。右側を南北に通るのが京阪国道。その間で南北2本の水路に挟まれるのが東一口集落。
[https://www.gsi.go.jp/tizu-kutyu.html 国土地理院地図・空中写真閲覧サービス

東一口（ひがしいもあらい）は、京都府久世郡久御山町の大字。かつての巨椋池の南西に位置し、半農半漁の集落であった。巨椋池が干拓されてからは農業集落に一変したが、集落には漁村の面影が残されている。また東一口は難読地名としても知られる。

## 地理
東一口は久御山町の北部に位置する。北は京都市伏見区に接し、東は巨椋池干拓地、西には南西に向かって流れる宇治川とその左岸河川敷に面する。東一口が属する久御山町は京都盆地のほぼ中央に位置し、盆地内でもっとも標高が低い場所である。かつては町北部に大池・中内池・大内池・西池・東池などから構成された巨椋池を擁する水郷地帯で、東一口はその水際に位置した。
巨椋池は、宇治川・木津川・桂川の三川が流入する遊水地であった。そして頻発する水害対策として河川の付け替えなど治水工事が繰り返し行われてきた。東一口もそうした水害と治水の歴史と深く結びつく地域である。
豊臣秀吉の伏見城築城に伴い、宇治川は伏見を経由するよう付け替えられ、巨椋池と宇治川が分断された。この宇治川の付け替え工事からやや遅れて、現在の久御山町大橋辺付近から宇治市安田町に至る堤防（大池堤）が作られた。東一口の集落（小字東一口）はこの大池堤の上に造られた堤防集落である。東一口での地質調査により大池堤は少なくとも過去2回の大規模な修築が行われ、そのたびに堤防の天端が上げられた事が明らかになっている。
また秀吉の宇治川の付け替え工事により、宇治川が増水すると下流から巨椋池に水が逆流するようになった。その水流により堆積する土砂によって東一口の北部に逆流デルタが形成された。逆流デルタは近世以降に水田になった。逆流デルタの土質は宇治川から逆流し堆積した厚さ2.3メートルほどの粘土層と、その下にはかつて湖底であったときの水生植物の腐植層が確認されている。
1941年（昭和16年）に完了した干拓事業により巨椋池は水田地帯になり、東一口での淡水漁業は終焉した。干拓地は沿岸漁民に払い下げられ、東一口も農村に様変わりした。現在の干拓地を含めた東一口の区域はこの時に定まった。2022年（令和4年）1月1日現在の東一口の総面積は134.4ヘクタールである。
現在でも東一口の集落では屋敷が盛土の上に建てられるなど、往時の名残を窺うことができる。集落は東西に長い三日月形をしている。長さは東西1キロメートル、南北は広いところで100メートル、狭いところで30から40メートルほどである。堤防上には北面に表通り、南面に裏通りがあり、集落中央の幅が広いところには中ほどに路地がある。民家は表通りの南側に密集して並ぶ。農村への移行に際して各家は納屋の増築に苦心したようで、民家と反対の表通り北側には堤防の高低差を利用して納屋が並んでいる。

## 地名の由来
現在の久御山町の大字には東一口のほかに西一口もある。しかし中世では単に一口と記され、東西に分かれていなかったと考えられている。また中世では「芋洗」という用字もあったが、近世には「一口」で定着したとみられる。「一口」は「いもあらい」と読み、京都府内で著名な難読地名である。近世以降、その由来について様々な解釈が試みられてきたが、定説に至っていない。
古くから知られているのが「三方が沼（巨椋池）に囲まれ、入口が一方のみであったことから「一口」とかいた」とする説である。この由来は『山城名勝志』（1711年）などに記されており、近世において広く流布していた説であった。また東一口の山田家に伝来する文書『漁師由緒抜書写』（年欠）によれば「用明天皇の宇治田原に行幸された時に一口（ひとくち）川に和歌を記した短冊を流した。これを淀魚市の漁師が引き揚げ、禁裏へ届けたところ、「一口」を賜った」と記される。その他に「豊臣秀吉が伏見城から和歌を記した短冊を宇治川に流したところ、大鯉が短冊をひとくちに飲み込んでしまったことから、その地を一口という」「弘法大師が巨椋池で洗い物をする農夫に何を洗っているのか聞いたところ、農夫が「芋である」と答えて芋をひとくちで食べてしまった」「巨椋池に浮かぶ大小の島々が「芋を洗う」ような景観であったことから芋洗いと呼ぶ」「巨椋池で採れた鯉を石清水八幡宮に献上していたとき、目録に記される「一咫」を「一口」に見間違えた」などの伝承がある。
また『久御山町史』（1986年）は「農民が耕地を初めて耕すとき、地貰い（土地を神から貰う神事）を行っていた事が転訛し「イモアライ」になった。また一口は記号で、一は地面、口は四角形で区画を示す」「鋳物師（いもじ）のイモから変わった」「イモは斎（いもい）・忌（いまう）に由来し、潔斎場所に由来する」「イモは疱瘡のことで、アライは払うを意味する」などの説を紹介する。特に最後の説は東京都千代田区神田駿河台にある淡路坂（旧称一口坂）の坂上にある太田姫稲荷神社（旧称一口稲荷神社）の伝承と東一口の豊吉稲荷を関連付けたうえで、豊吉稲荷は疱瘡平癒の神社であったとしている。
この他の説として『巨椋池ものがたり』（2003年）は「古訓を「以毛阿良比」とし、「以毛」は斎む「阿良比」は清めるの語意で、霊場地名である」「イマ（今）・アラ（新）・ヰ（井）を語源とし、新しい水路を設けたことに由来」を紹介する。また著者は「漁業者が殺生をする職業であったゆえ、禊を意味する「イミハライ（斎祓い）」から転訛した」とする説を唱えている。

### 小字
東一口内の小字には巨椋池や木津川旧河川に由来すると思われる名称が多い。現在は大島・大島先・新久保・白蓮・頂場・東一口・東島・百間切・丸島・モタレがある。なお、河原嶋という小字が明治以降に消滅している。

## 歴史

### 前史

#### 中世史料にみる一口
後述するように、現在の東一口は16世紀末以降に築堤された堤防上にあるため、中世の史料にみえる一口から移住してきたとする説が一般的である。一口の地名が最初に史料に現れるのは鎌倉時代である。この頃では「芋洗」の表記もみられる。
一口は南側から平安京に向かう交通の要衝で、宇治橋と並んで宇治川を渡河する重要な防衛地点であった。たとえば『平家物語』には、以仁王が挙兵した際に平家は宇治橋の戦闘（橋合戦）で宇治川を渡河できなかったため、藤原忠清は「淀・いもあらいへやむかい候べき」と迂回を進言している。また宇治川の戦いでも宇治橋で防衛を図る木曽義仲に対し、源義経は「いもあらいに迂回するか、水嵩が増した宇治川を渡河するか」と軍議で問うている。このほか『吾妻鏡』の承久の乱や『太平記』の建武の乱にも一口の地名が現れる。
また巨椋池沿岸には多くの港があったが、これらに集められた物資を大和に運ぶ木津川舟運の母港が一口であったと考えられる。正和5年（1315年）に兵庫関を襲撃した悪党の中に一口の住人の名が見える。悪党には淀川流域の住人が名を連ねており、京から瀬戸内に至る舟運の利害をめぐって争いが起きていたとみられる。
また鎌倉時代末期には、一口などに橋を架けるため橋勧進を行うことを許す院宣が下された事が記録に残されている。

#### 一口の所在地
この中世の一口の所在地は諸説ある。
もっとも知られるのが淀魚市（よどのうおいち）にあったとする説である。玉田神社に伝来する『御牧郷村名宮寺初記』によれば「一口は淀魚市にあったが、のち巨椋池の島に移住し東西に分かれた」とあり、類似した伝承は『弥陀次郎縁起』（年欠）や『山州名跡志』（1711年）などにもみられる。淀魚市はのちに築城される淀城の東にあった島州で、巨椋池で漁撈する漁村があったと考えられる。
また『巨椋池干拓誌』（1981年）は「東一口に伝わる多くの伝承を考慮すると単なる漁民であったとは思えない」としたうえで、中世末の淀にあった禁裏供御人の流れをくむ網代の支配者であったと推測している。またさらに『延喜式』にみえる狭山江御厨の子孫と推測している。
もうひとつが『皇緒餘地撰部舊山城図』など近世の地誌に付属された絵図である。それによれば一口は巨椋池に向かって突き出た半島状の先端部に記されている。前述したように中世の一口は宇治川の渡し場であり、また地名の由来からみても一口が御牧郷と陸続きになっていた可能性がある。西一口の小字に古城があるが、これは中世に存在した御牧城の名残りだと考えられている。中世の西一口は巨椋池に伸びる半島状の地形であったと考えられ、巨椋池水軍の拠点とする説もある。吉田敬市は、西一口が中世一口であったと推測している。

### 近世

#### 大池堤の築堤と東一口

干拓前の巨椋池航空写真

豊臣秀吉による伏見城築城をきっかけにして巨椋池の沿岸で大土木工事が行われ、周囲の様相が一変した。北東部では太閤堤が築堤され、宇治川の流路が伏見経由に変更された。やや遅れて御牧郷（のちの御牧村）にも二重の堤防が造られ輪中が形成された。この近世の治水工事により、巨椋池は大きく大池・二ノ丸池・中内池・大内池の4つに分割されることになった。
この御牧郷の輪中を形成する外側の堤防で、巨椋池を大池と中内池に分割する大池堤の上に作られたのが現在の東一口集落である。『御牧郷村名宮寺初記』によれば、大池堤は淀藩主永井尚政によって慶安元年（1648年）に築かれた。大池堤は現在の久御山町大橋辺付近の大池南湖岸から古川左岸を南に向い宇治市安田町に至るまでで、街道も兼ねていた。
東一口村が淀魚市から移住してきたと伝える山田家では、移住した住民は36人であったと伝えられている。

#### 東一口と巨椋池漁業
近世の巨椋池周辺における漁業権は、東一口村のほか小倉村（現宇治市）・弾正町（現伏見区）・三栖村（現伏見区）に与えられていた。東一口村は淀藩領ではあったが漁業権の認可は伏見奉行の管轄になっており、東一口村は漁業鑑札を伏見奉行から得て、代わりに運上銀を納めていた。なお山田家に伝来する『大池漁業争論経過覚書』（1718年）には、東一口には巨椋池の漁業権を得たのは鳥羽上皇の時代で、小倉村・弾正町・三栖村は東一口から分かれた集落という伝承が記されている。
巨椋池で漁を行う漁村の中で、もっとも規模が大きかったのも東一口村であった。明和4年（1767年）の記録によると巨椋池の漁師家全144軒中、東一口村が74軒と過半数を占めていた。また安政4年（1857年）の記録には各村の漁獲量が東一口村が1820荷・弾正町700荷・三栖村532荷・小倉村280荷と記されており、東一口村が他村を圧倒している。
漁村の自治を行う年寄役は伏見奉行の承認を必要としたが、天明元年（1781年）には巨椋池漁村を総括する惣年寄役が置かれ、東一口村の与惣右衛門が役に就くことを承認された。以降、与惣右衛門の家柄は名字（山田家）を名乗ることが許された。なお山田家は淀藩主からも安永8年（1779年）に帯刀を許されている。
また『大池漁業争論経過覚書』には、東一口村は淀領内の漁業権を独占し、洪水が起きた場合は私領・公領に関わらず田畑でも漁を行うことが許されたと記されている。実際に洪水の際には周辺農村の農耕地で漁をしたようで、これを理由として漁村と農村の間に争いが絶えず、伏見奉行はその対応に苦慮していた。このような漁業争論でも山田家は大きな影響力をもった。ある訴訟では伏見奉行の力で裁決を行うことが出来ず、山田家をはじめとする年寄らが江戸表まで出向き、幕閣による採決によって勝訴を得ている。
また、中内池は朝廷の内膳職の御用地になっており、禁漁区であった。御用の際には東一口村の漁民が奉仕する形で漁を行っていた。

#### 御牧郷と東一口
元禄13年（1700年）の『元禄郷帳』によれば、東一口村は御牧郷に含まれる13ヵ村のひとつであった。近世の御牧郷に属する村の多くは淀藩領で、一部が石清水八幡宮領などに分かれるが、東一口村は淀藩領に属した。また13ヵ村のうち、東一口村のみが輪中の外（大池堤の上）にあり、その他の村は輪中内の農村であった。
近世における御牧郷13ヵ村の規模は小さく、もっとも大きい集落が東一口村であった。一般に各村には領主の代行をする村役人が置かれたが、規模の小さい村では組織を作ることが出来ず、郷内13ヵ村を運営する大庄屋が置かれた。その大庄屋のひとつが前述の山田家である。現存する旧山田家の豪勢な屋敷構えからも、往時の勢力を伺うことが出来る。
東一口村では漁業だけではなく農耕も行われていた。『元禄郷帳』（1700年）によれば村高は176石であったが、『天保郷帳』（1834年）では389石と倍増している。これは大池の島洲などを干拓して耕地を拡大していったためだと考えられる。東一口の安養寺の春祭りでは、現在も仏前に長芋・ウド・蓮根・大根・ゴボウ・金柑などが供えられるが、これらは往時の収穫物であったと考えられる。

### 近代

#### 宇治川の治水工事
1871年（明治4年）7月に廃藩置県により東一口村が属する淀藩が淀県に改組された。さらに同年10月の第1次府県統合により京都府に所属するようになった。1876年（明治9年）9月に御牧郷に属した13ヵ村が合併し、御牧村となった。なお1892年（明治25年）の東一口村の戸数は102戸であった。
近世以降も治水工事は繰り返されたが、一帯は繰り返し水害に見舞われ「平年並みに米が収穫できるのは3年に1度」と言われた土地であった。これが改善するようになったのは上流に瀬田川洗堰が完成した明治38年からである。
秀吉の治水いらい淀の北部を西行していた宇治川であったが、1903年（明治36年）の宇治川付け替え工事により、淀と東一口の間を流路とする現在の姿になった。東一口から淀には大池堤を通って往来が頻繁に行われていが、流路変更により陸路が断たれてしまった。そのため宇治川には新たに渡船所が設けられた。渡し舟は東一口区（現自治会）の所有で、船頭に貸す形で運行されていた。東一口住人は無料で利用できるが、他地区の住人の渡し賃は2円であった。1954年（昭和29年）に東一口にバス停が設けられるまで、40年以上に渡って渡し舟は運行された。
明治の川違いによって宇治川から巨椋池への水の流入が無くなり、巨椋池の水質は急速に悪化した。また巨椋池の周辺ではマラリアが流行し、一部の漁民を除くと無益有害の存在となっていった。

#### 漁村東一口の様子

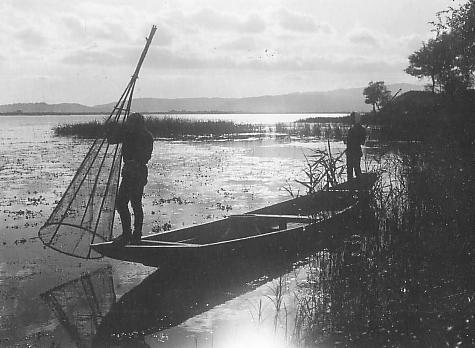
デンチ漁をする漁師。デンチ漁は舟の周囲にいる魚を脅し、動いた際の水の濁りにデンジと呼ばれる網をかぶせる漁。水深の浅い場所で行われる漁であった。

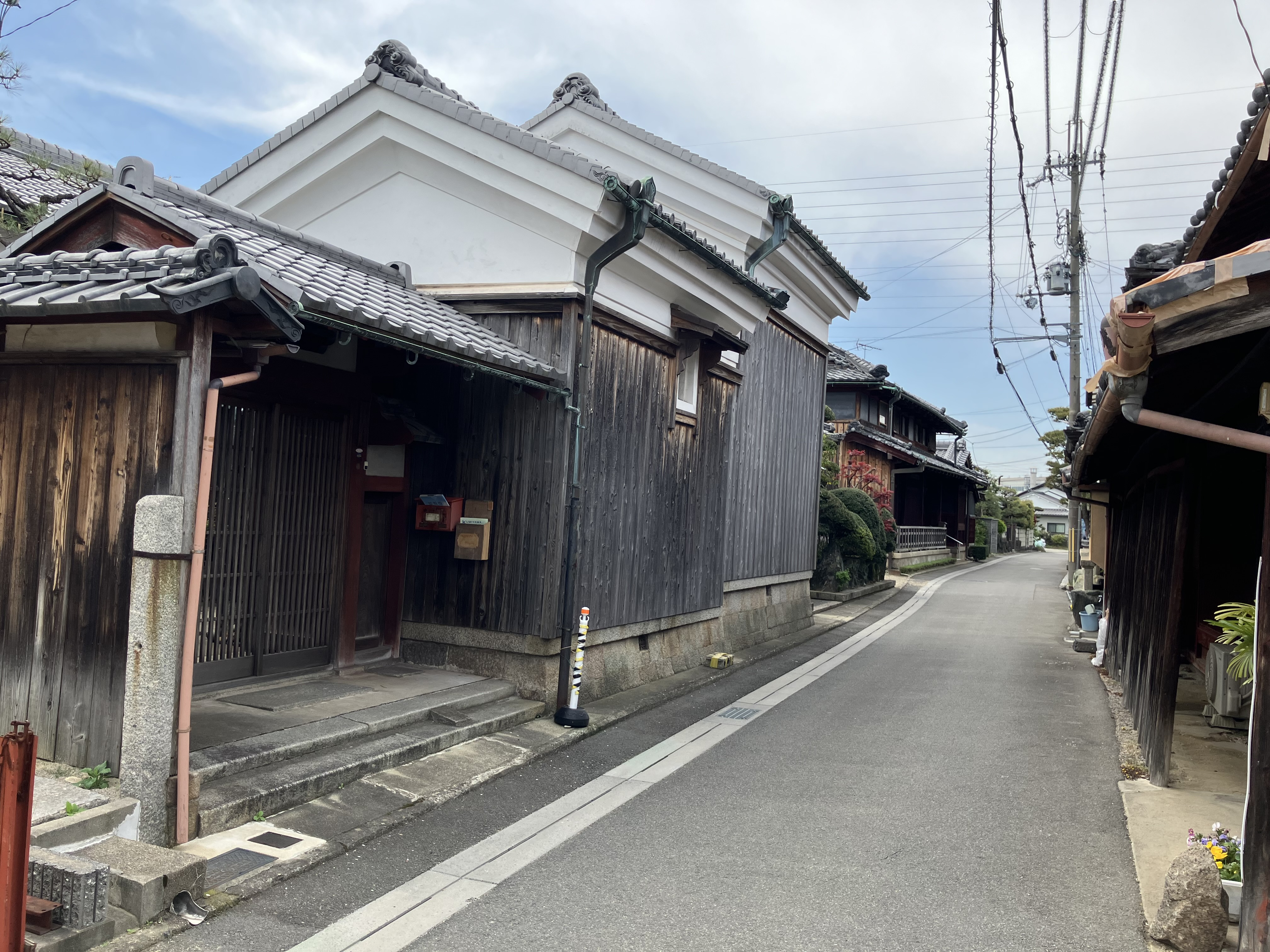
東一口集落の街並み

近代でも漁獲高が多かったのは東一口村であった。1923年（大正12年）から1930年（昭和5年）までの統計によると、年によって相違があるが概ね漁獲高の7割程度が東一口であった。また干拓以前の東一口は、全戸数の9割が漁業従事者であった。住居数は、明治時代の初めで102戸、大正時代の初めで130戸、干拓直前で150戸であった。
1902年（明治35年）には巨椋池の漁業者によって大池水産会が発足した。会は大池における漁場を統制する目的で設立され、事務所は東一口に置かれて会長も東一口の人物であった。巨椋池での漁業権は強固で、会員以外の漁は禁止されていた。
主たる漁場は大池で、ほかに中内池・宇治川・淀川でも行われた。近代の中内池は御牧村の村有地（ムラチ）になり、東一口が有料で借り受けて集落内で入札を行って落札者に漁業権を与えていた。また宇治川・淀川での漁場は上流は宇治塔の島から下流は樟葉付近までであったが、時には大坂の中之島付近から寝屋川を遡り生駒山付近まで行くこともあった。
大池での主な漁獲対象は、コイ・フナ・タナゴ・タビラ・モツゴ・モロコ・ハエ・ワタカ・ナマズ・ウナギであった。また主に淀川で捕れるヒガイは最も高く売れた。捕った魚は東一口集落内のウオイチで売買され、京都・伏見・淀・向島などから来ていた仲買人や小売商に売り渡された。ウオイチは正徳6年（1716年）の開設とされ、現在の前川橋付近にあった。取引は問屋と呼ばれる保証人の立会のもとで、漁師と仲買人などが直接取引を行っていた。問屋は東一口で重郎兵衛という屋号をもつ山田家が代々相続していた。
漁業だけの収入は十分ではなかったため、住民は米を自給に頼る半農半漁の生活を送っていた。農地は大池の逆流デルタによってつくられた中州（北島・丸島・モンドリバ・東島など）で、農業に行くためにも舟を用いた。東一口の住人は所有する田の面積に応じて、地主・自作・小作の3つに分かれていた。多くの住民は土地を持たない小作で、地主から田を借りていた。
また漁業・農業以外の副業もあった。たとえば魚を売りさばく行商や、鴨猟をしに巨椋池を訪れる狩猟家への舟と宿の提供などである。またヒシの実やレンコン・ハス花などの収穫も貴重な収入源であった。
堤防上の集落は東西に長く、北側が大池に面していた。特に冬場は強い北風に堤防が洗われるため、堤防は板石で護岸されていた。また堤防北側にはエノキやムクノキを植えて防風対策としていた。家並みは明治時代の始めごろに瓦葺に変わり始めたが、それ以前は「クズヤ」と呼ばれるカヤ葺き屋根の民家であった。ほとんどの家は一戸一棟である。入口は北向きが多く、南北に長い間取りであった。間取りは玄関を入ると奥の裏口まで続く「トオリニワ」と呼ばれる土間があった。このトオリニワは東側に造るのが普通であった。トオリニワに面して南北に部屋が並ぶが、多くの家は部屋が2つの「フタマ」か、3つの「ナガミマ」のどちらかであった。

#### 巨椋池干拓と東一口

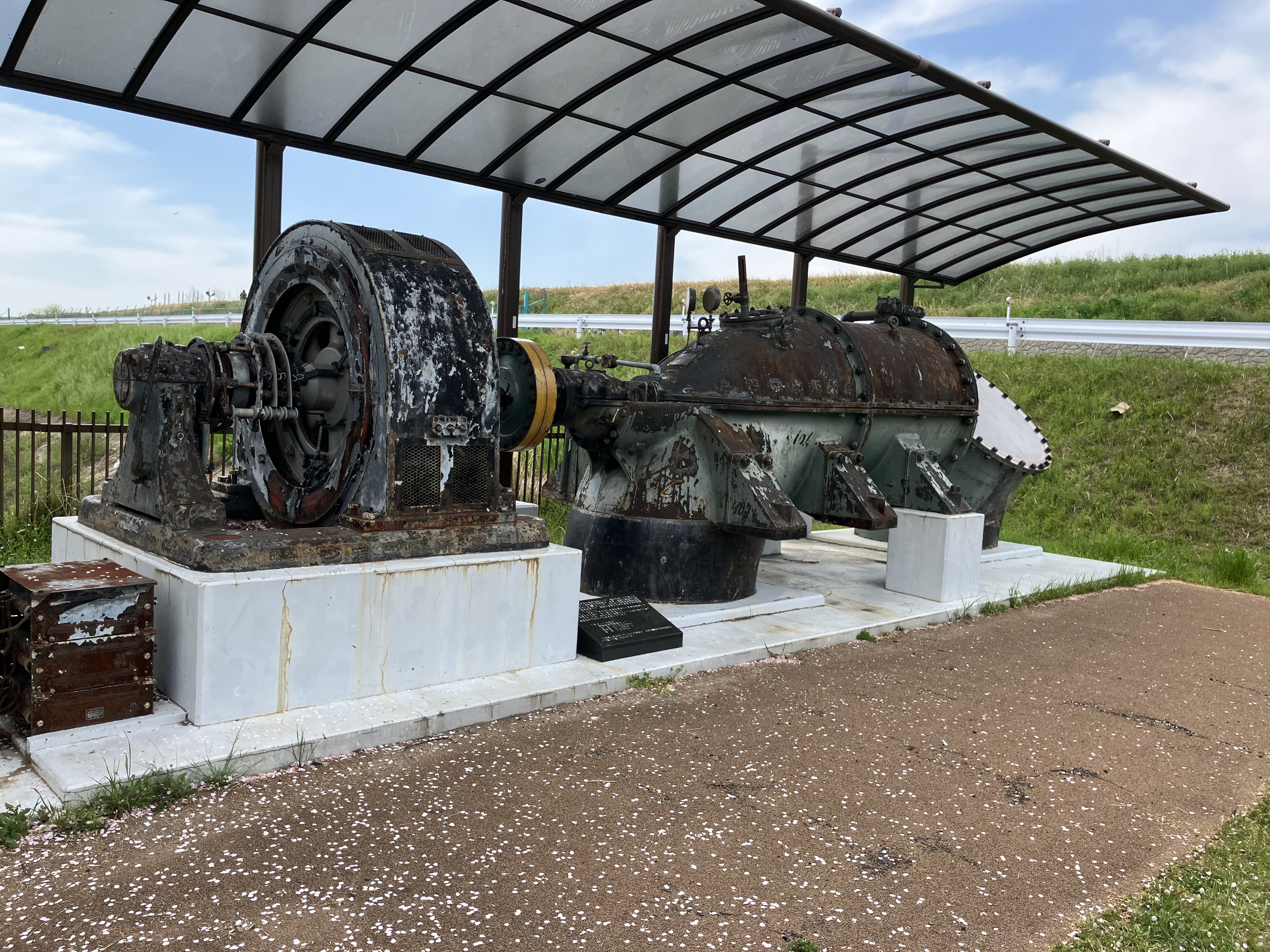
旧巨椋池排水機場のポンプ

巨椋池を干拓するという発想は明治初期からあった。大池水産会は漁業の統制を目的とした組織ではあったが、漁獲高が低迷したため、明治後期には沿岸町村とともに干拓の陳情を行っている。1919年（大正8年）に食糧問題の解決策として開墾助成法が成立し、巨椋池干拓事業が府会に提出された。しかし3年後には難航する漁業権保障問題など財政的な問題で事業の打ち切りが決定された。この後も漁業補償をめぐって大池水産会が干拓反対にまわり、事業は進展しなかった。
1932年（昭和7年）に国営事業として予算が議決され、巨椋池の干拓事業は国家事業として進められることになった。漁業権保障については、大池水産会への補償金15万円と、会員への水田の優先的な払下げが約束された。
巨椋池干拓事業は干拓地だけでなく周辺の既耕地の改良も併せて行われた点が特徴である。その範囲は干拓地634ヘクタールに加え、既耕地1260ヘクタールにも及び、その全ての水が湖岸最低地であった東一口に集められ、宇治川に排水される計画となった。このために整備されたのが、東一口集落の南側を流れる古川と北側を流れる巨椋池排水幹線（通称前川）である。東一口に集められた水は平時は自然排水を行うが、淀川が増水した際には水門を閉じて排水機場のポンプによって強制排水が行われる計画となり、東一口に10台のポンプを供えた巨椋池排水機場が建設された。この基本的な計画は現在も変わっていないが、1973年（昭和48年）度には東一口に隣接する久御山町森中に久御山排水機場が、さらに巨椋池排水機場の老朽化に伴い、2005年（平成17年）には隣接する伏見区向島下五反田に新たに巨椋池排水機場が造られ、東一口の旧巨椋池排水機場は解体された。
干拓事業は1941年（昭和16年）に竣工した。つづいて大内池と中内池も干拓され、一帯は田園地帯へと変貌した。干拓地のうち所有者のある土地（既成田）は換地され、残る官有地の367ヘクタールが払い下げられた。これらは全て沿岸農漁業者に売却されている。

### 現代
1953年（昭和28年）9月25日に襲来した台風13号に伴う豪雨により、伏見区の宇治川左岸の堤防が決壊した。この際に現在の久御山町内は全域が浸水被害にあい、その様子は「巨椋池の再現」と評された。町内で最も低い位置（東一口）では水嵩が5メートルに達したと記録されている。
昭和の大合併により、1954年（昭和29年）に御牧村と佐山村が合併して、久御山町となった。これ以降現在に至るまで、東一口は久御山町の大字となっている。
1966年（昭和41年）には、巨椋池跡を縦断する国道1号線枚方バイパスが開通した。さらに東一口の周辺には第二京阪道路、京奈国道、京滋バイパスが開通し、自動車交通の要衝になっている。

## 信仰・風習・郷土料理

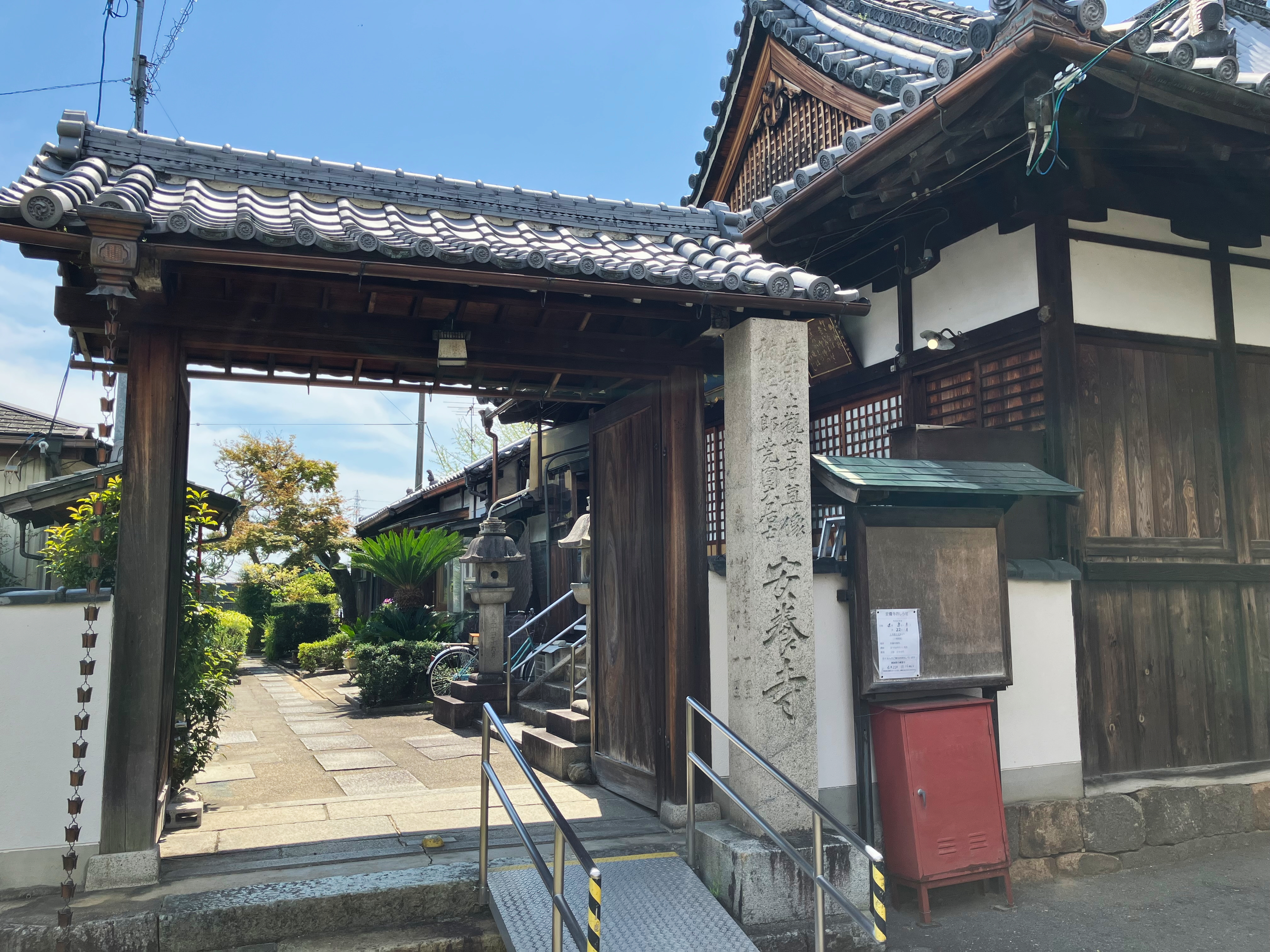
安養寺・東一口

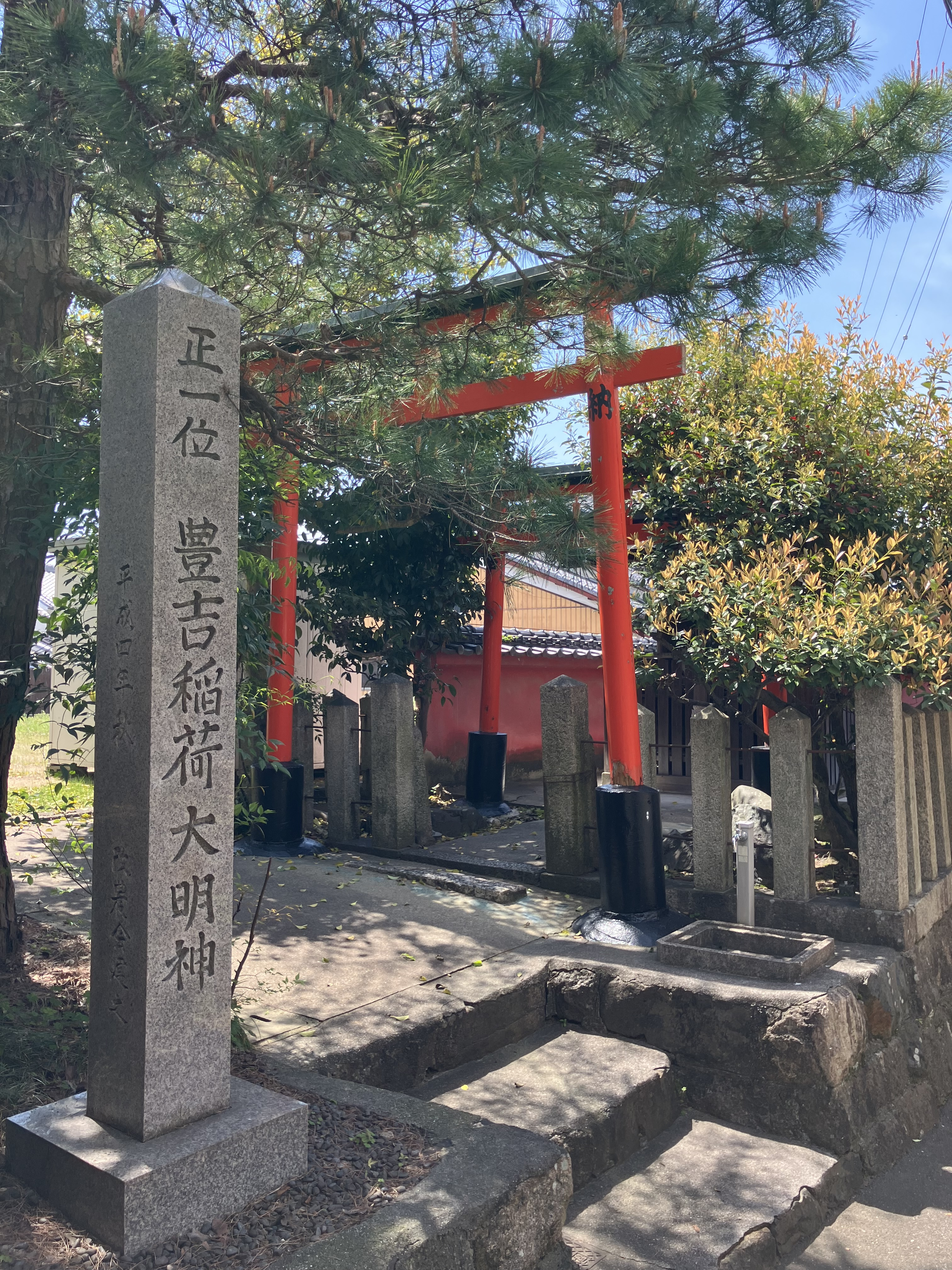
豊吉稲荷・東一口

### 安養寺
東一口集落にある知恩院末の浄土宗である。山号は紫金山。寺伝では天治元年（1124年）の創建で開基は源誓、中興は空誉と伝わる。また現在の地には寛延4年（1751年）に建立と記録されている。寺には『阿弥陀次郎縁起』が伝わる。それによれば「次郎という男が繰り返し訪れる托鉢僧に対し頬に焼香箸を当てた。やがて次郎はこの托鉢僧が観音菩薩であることを知り、行いを悔いて精進する。建久3年（1192年）に次郎は夢告を得て、淀川に網を投じて阿弥陀像と観音像を引き上げた。これ以降、次郎は毎日称名を唱えるようになり、人々は彼を弥陀次郎と呼ぶようになった」とある。類似する弥陀次郎の伝承は宇治・西方寺、淀・阿弥陀寺にもみえ、江戸中期に成立して広く流布した伝承とみられる。
安養寺の本尊は弥陀次郎が引き揚げた十一面観音立像と伝わる。詳しい調査が行われていないが、鎌倉時代初期の作とみられる。また本尊は秘仏となっており、開帳されるのは毎年の春祭りと夏の施餓鬼のほか、台風の進路が悪い時とおよそ33年に1度の本開帳（7日間）だけであった。本開帳はとても盛大に行われ、芝居などの興行が出たほか、巨椋池の漁師仲間が船団を組んで参拝したと伝わる。2003年現在で最後に行われたのは1980年である。
夏に行われる施餓鬼法要では2つの卒塔婆が立てられる。そのうち1つは歴代の檀越と新盆の「諸精霊」に加えて「羽毛鱗甲魚貝虫」の追善供養である。後者は巨椋池の生物であり、その回向は人間の供養よりも先に行われる、極めて特別な法要となっている。この習わしは巨椋池が消滅した2003年現在でも受け継がれている。
また安養寺は文政年間に創られた城南近在三十三所観音巡拝の32番でもあった。ただし同巡拝は余り定着せず消滅したとみられる。
境内南側には「住吉さん」と呼ばれる祠がある。創建は不明だが、安永年間の扁額が現存している。それによれば祀られるのは金毘羅大権現・住吉大神宮・大池王水神宮である。金毘羅と住吉はいわゆる船神だが、大池水玉神宮が何を祀るのか不明である。
東一口の双盤念仏
安養寺の3月の春祭りで奉納される民俗芸能。「六時詰念仏」ともいう。10人の講員が横に並び双盤とよばれる伏鉦を撞木で叩きながら、節をつけて唱和する音楽的な引声念仏。双盤念仏はかつて山城国内の浄土宗寺院で行われていたが数が減っており、2003年現在は南山城で唯一の伝承念仏になっている。安養寺双盤念仏保存会によって継承され、2010年に京都府登録無形民俗文化財に登録されている。

### 玉田神社の宮座
近世では一村につき一社が置かれることが多かったが、郷意識が強い御牧郷では郷氏神を共同で祭祀した。東一口を含む8ヵ村は現久御山町森にある玉田神社の氏子である。近世の近畿地方の神社では運営や神事の執行に対し独占的権利を有する宮座が設けられた。宮座に列するには家柄（荘園における地位や祭神との関係性）が条件となり、格付けが行われていた。東一口村には本当（刀）座・御幣座・御箸座の3座が設けられたが、一つの村に複数の宮座が置かれる村は他にない。
本当座の年番は、弥陀次郎が賜ったと伝わる太刀を床の間に奉祭し、正月三が日は毎日社参する。御幣座は10月1日の未明に御幣を担い、宮司宅を訪れて古い御幣と交換する。新しい御幣は年番が同月行われる本祭りに奉持して社参する。御箸座は、御箸を年番の床の間に祭り、秋祭りに奉持して社参する。現在も東一口の3座は存続しているが、過去のような特権的な性格は失われており、全戸がいずれかの座に属している。
東一口のとんど
毎年1月15日に行われる火の行事。かつては久御山町内全域の宮座で行われていたが、2003年現在で行う宮座は6箇所しかなく、東一口のとんどが最も規模が大きいとされる。東一口でのとんどもかつては3座がそれぞれ行っていたが、大正時代から3座合同で行うようになった。2003年現在は大池神社の前で行われている。とんどは竹やワラなどで造られる。竹で三角形の骨組みを造り、中にワラとヨシを詰め込む。骨組みの頂部に傘をさしてそこに多くの竹を差し込む。さらに中央には御幣と扇子をつけた竹を差立てる。高さはおよそ7.5メートルにも及ぶ。1996年に京都府登録無形民俗文化財に登録されている。

### 伊勢講
また大神宮札を授かるための代参を行う伊勢講もあった。東一口の伊勢講は代参の他に1月・5月9月に寄合があり、とくに1月26日に行われる寄合では、豪勢な飲食をする風習があった。その中で食される料理のひとつが鮒のピン焼きである。伊勢講は2003年現在も存続しているが、以前のような飲食は行わなくなった。
鮒のピン焼き
串刺したフナを素焼きし、程よく焼けたところで醤油で味付けし、仕上げに白味噌に砂糖と唐辛子を加えたタレを付けて焼く郷土料理。

### 豊吉稲荷
このほか東一口の集落内には豊吉（ほうよし）稲荷がある。豊吉稲荷の縁日は4戸の豊吉講によって執り行われる。例祭は年2回行われ、例祭後には豊吉講の代表が伏見稲荷大社に参詣する。伏見稲荷大社の36番の豊吉（とよきち）稲荷が本宮とされる。

### 大池神社
巨椋池干拓事業が行われている1935年（昭和10年）に建立された。干拓前の巨椋池に生息していた生物の霊（大池大神）を祭神とする。

## 交通

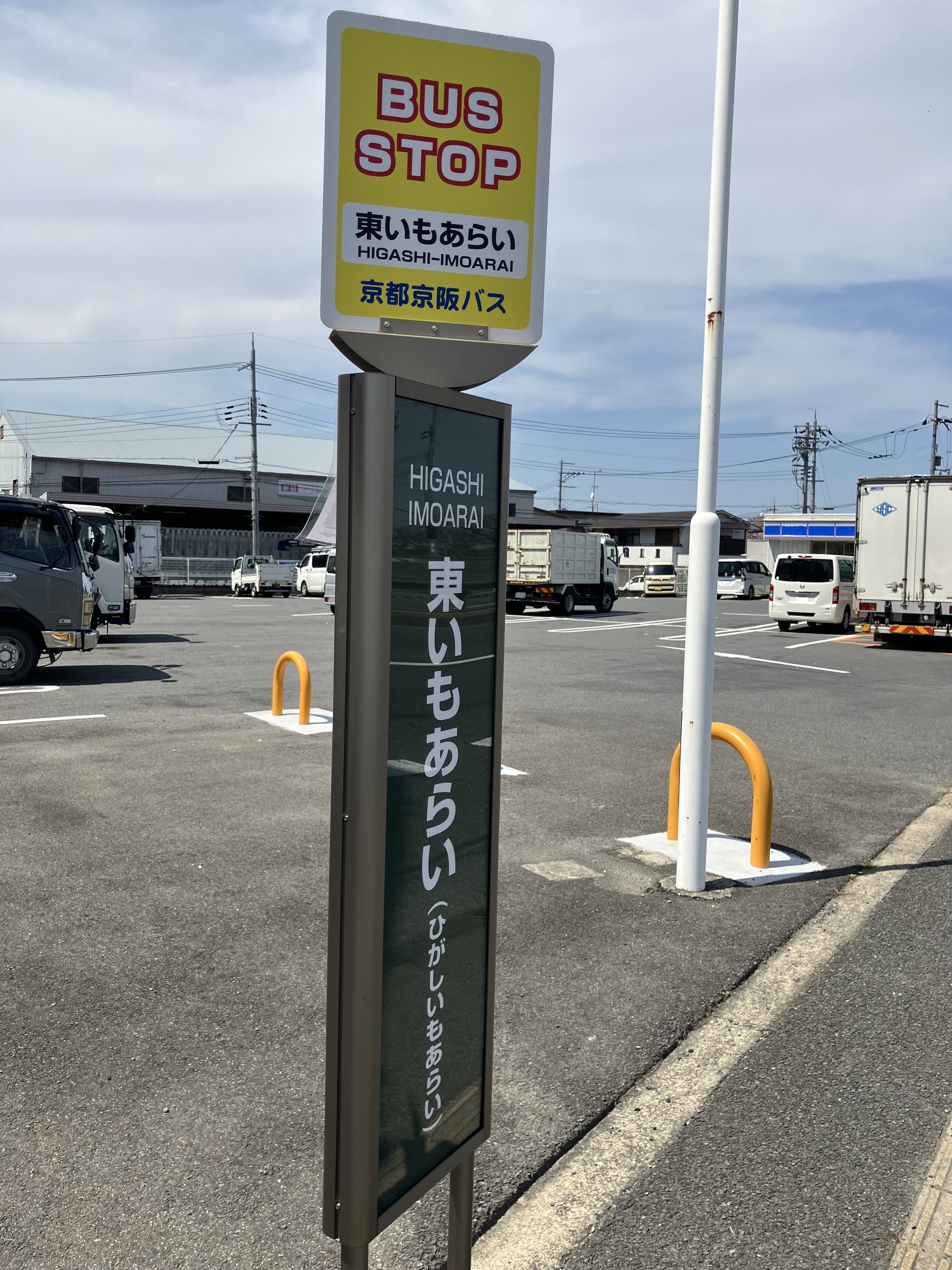
東いもあらい停車所

### 道路
東一口の東側で京阪国道（国道1号線）と第二京阪道路が南北に縦断する。両道路は、東一口の南隣に位置する大字森で京滋バイパスと交差している（久御山インターチェンジ・久御山ジャンクション）。

### 公共交通
近隣に鉄道駅はない。最寄駅は、京阪本線の淀駅及び中書島駅、近鉄京都線の大久保駅、JR奈良線の新田駅、JR片町線の松井山手駅などになる。公共交通は京阪国道沿いの京都京阪バス大久保中書島線の東いもあらい停留所のみである。

## 人口と世帯数
2022年10月1日現在の住民基本台帳で、世帯数は236戸、総人口は595人で男300人、女295人となっている。また小字別では、2020年現在の全人口の約85%が従前からの集落である小字東一口に住んでいる。
小地域集計が開始された1995年以降の国勢調査による人口は以下の通り。
| 年                 | 人口 |
| ------------------ | ---- |
| 1995年（平成7年）  | 779  |
| 2000年（平成12年） | 751  |
| 2005年（平成17年） | 700  |
| 2010年（平成22年） | 662  |
| 2015年（平成27年） | 654  |
| 2020年（令和2年）  | 573  |

## 名所・旧跡
旧山田家住宅
山田家は淀川・巨椋池における漁業者の代表として御牧郷13カ村をまとめる大庄屋であった。主屋・長屋門・長塀が2010年（平成22年）4月28日に国の登録有形文化財に登録されている。建築年代は18世紀末から19世紀初め頃。現在は久御山町へ寄贈され、定期的に公開されている。
前川堤の桜並木
東一口集落の北側を流れる巨椋池排水幹線（通称前川）の両岸に1968年（昭和43年）ごろに桜が植えられた。桜はソメイヨシノでおよそ300本が植えられている。1995年（平成7年）に京都の自然200選に選定され、前川桜並木愛護会を中心に保全がおこなわれるほか、桜祭りが開催されている。

## 産業

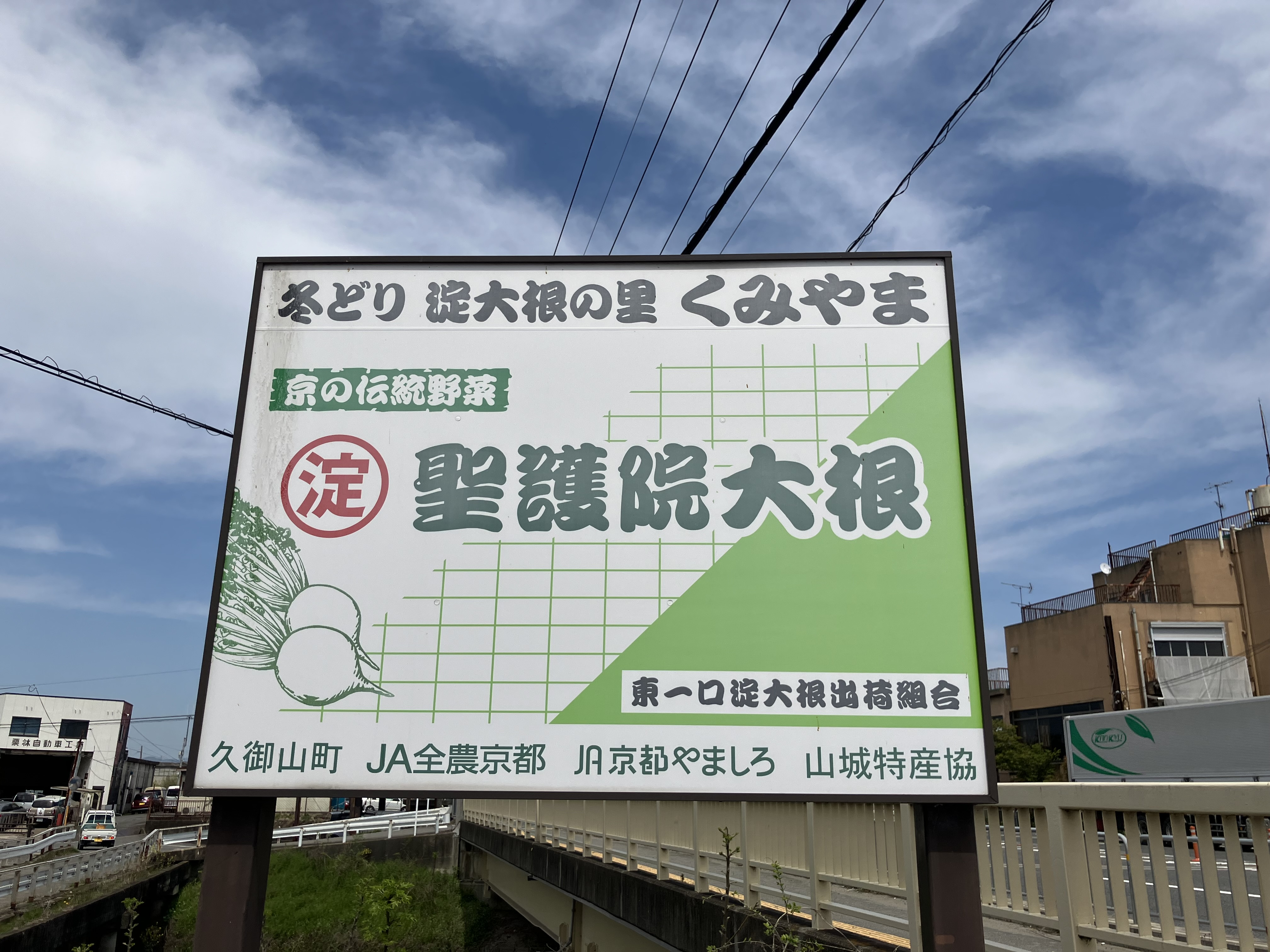
東一口・聖護院大根

2020年（令和2年）の国勢調査によると東一口に居住する15歳以上の就業者数は654人であり、産業別に多い順に農業145人、卸売業・小売業66人、製造業53人、建設業42人となっている。なお漁業従事者は居ない。2014年（平成26年）の経済センサスによると東一口の全事業所数は38事業所、従業者数は230名。業種別で建設業は5事業所、製造業は6事業所、運送業は3事業所、卸売業は14事業所、不動産業は3事業所、医療福祉業は1事業所、サービス業は6事業所となっている。
巨椋池干拓地の砂地の上に粘土質が堆積した土壌は大根栽培に適しており、東一口は京野菜の聖護院大根の産地に数えられる。特に東一口が主生産地になっている大きくて丸い聖護院大根は、かつて集荷されていた大淀市場にちなんで「淀大根」のブランド名が付けられている。11月中旬から3月中旬にかけて、関西地方や関東地方で流通している。
東一口のすぐ南側では幹線道路が交差している。この立地を利用すべく2017年に久御山町は東一口東島と東一口モタレの一部を地区計画区域に指定した。現在、当該地区には物流施設が並んでいる。